# Trachycephalus
Trachycephalus – rodzaj płazów bezogonowych z podrodziny Hylinae w obrębie rodziny rzekotkowatych (Hylidae).

## Zasięg występowania
Rodzaj obejmuje gatunki występujące na nizinach Meksyku, Ameryki Środkowej i Południowej na wschód od Andów, na południe do północnej Argentyny i wschodniej Brazylii.

## Systematyka

### Etymologia
- Trachycephalus: gr. τραχυς trakhus „szorstki”[8]; -κεφαλος -kephalos „-głowy”, od κεφαλη kephalē „głowa”[9].
- Phrynohyas: zbitka wyrazowa nazw rodzajów: Phryne[b] Oken, 1816 oraz Hyas[c] Wagler, 1830[3]. Gatunek typowy: Hyla zonata Spix, 1824 (= Rana venulosa Laurenti, 1768).
- Acrodytes: gr. ακρος akros „najwyższy, ekstremalny, punkt, czub”, od ακη akē „punkt”[10]; δυτης dutēs „nurek”, od δυω duō „nurkować”[11]. Gatunek typowy: Hyla venulosa Daudin, 1802 (= Rana venulosa Laurenti, 1768).
- Scytopis (Scytopsis): gr. σκυτος skutos „skóra”[12]; ωψ ōps, ωπος ōpos „twarz”[13]. Gatunek typowy: Scytopis hebes Cope, 1862.
- Tetraprion:  gr. τετρα- tetra- – cztery-, od τεσσαρες tessares „cztery”; πριων priōn, πριονος prionos „piła”[6]. Gatunek typowy: Tetraprion jordani Stejneger & Test, 1891.

### Podział systematyczny
Do rodzaju należą następujące gatunki:
- Trachycephalus „vermiculatus” (Cope, 1877)
- Trachycephalus atlas Bokermann, 1966
- Trachycephalus coriaceus (Peters, 1867)
- Trachycephalus cunauaru Gordo, Toledo, Suárez, Kawashita-Ribeiro, Ávila, Morais & Nunes, 2013
- Trachycephalus dibernardoi Kwet & Solé, 2008
- Trachycephalus hadroceps (Duellman & Hoogmoed, 1992)
- Trachycephalus helioi Nunes, Suárez, Gordo & Pombal, 2013
- Trachycephalus imitatrix (Miranda-Ribeiro, 1926)
- Trachycephalus jordani (Stejneger & Test, 1891) – twardogłówka równinna[14]
- Trachycephalus lepidus (Pombal, Haddad & Cruz, 2003)
- Trachycephalus macrotis (Andersson, 1945)
- Trachycephalus mambaiensis Cintra, Silva, Silva, Garcia & Zaher, 2009
- Trachycephalus mesophaeus (Hensel, 1867)
- Trachycephalus nigromaculatus Tschudi, 1838
- Trachycephalus quadrangulum (Boulenger, 1882)
- Trachycephalus resinifictrix (Goeldi, 1907) – ropuchorzekotka żywiczna[15]
- Trachycephalus typhonius (Linnaeus, 1758) – ropuchorzekotka lotna[14][15]
- Trachycephalus venezolanus (Mertens, 1950)